# 程元
程元（1922年—2008年），原名程博乾，生於英屬香港，祖籍中國湖南醴陵，中華人民共和國職業軍人與政治人物，中國共產黨籍，曾任第五、六、七、八屆全國政協委員，黃埔軍校同學會副會長，中國和平統一促進會常務理事。

## 生平
其父程潛。
程元於1943年於成都中央軍校第十八期畢業，曾為國民革命軍軍官。1949年隨其父程潛與陳明仁，在湖南長沙起事，使中國人民解放軍控制湖南。1957年加入中國共產黨。